# 逸見愛
逸見 愛（いつみ あい、1975年〈昭和50年〉3月10日 - ）は、日本の女優、タレント、リポーター。オフィスいつみ所属。東京都出身。父は元フジテレビアナウンサー・司会者の逸見政孝、母はエッセイストの逸見晴恵。兄は俳優、タレント、司会者の逸見太郎。独身。

## 来歴・人物
小学5年生だった1985年8月12日に一家で大阪へ帰省する際に、日本航空123便に搭乗する予定だったが、「4人だったら新幹線の方が安い」と母・晴恵が父・政孝に提案して、直前に東海道新幹線に変更したため、その墜落事故から逃れることができた。
1990年にイギリスに留学し、Wadhurst collegeにおいてダンス、英語、音楽、バレエの歴史、美術を学ぶ。
帰国後、女優として舞台やドラマに出演。
趣味の絵画の分野では「第24回世田谷区民絵画展」に初挑戦で銅賞を受賞。
『ズームイン!!SUPER』のスポーツコーナー「GO GO GODZILLA」の他、不定期に日本テレビのニュース番組に出演していた。
実家住まいで、障害を持ったダルメシアンを飼っていたが、母の死から7日後にその愛犬も亡くしている。
一般女性の義理の姉と甥っ子がいる。

## 出演

### テレビ
- OUT〜妻たちの犯罪〜（1999年、フジテレビ系列）
- 平成日本のよふけ（フジテレビ系列）
- 月曜ドラマスペシャル・十津川警部シリーズ17 越後・会津殺人ルート（TBS系列）
- 松本清張特別企画・危険な斜面（TBS系列）
- ズームイン!!SUPER（日本テレビ系列）
- スッキリ!!（日本テレビ系列）
- ザ・ワイド（日本テレビ系列）
- オーラの泉お盆SP 天国からのメッセージ（2009年8月15日、テレビ朝日系列）
- 中居正広の金曜日のスマたちへ（2010年、TBS系列）
- 天才!志村どうぶつ園（2011年10月15日、日本テレビ系列）
- ザ!鉄腕!DASH!!2時間まるごとワンワン犬SP（2012年1月15日、日本テレビ系列）

### 舞台
- 『YUKI TORII BRIDAL FASHION SHOW』
- 『絆』

## 著書
- 『ゴンドラの詩』

## 演じた女優
- 田中有紀美 - 1994年放送のフジテレビ系「金曜エンタテイメント 逸見政孝物語」。